# RESISTANCE〜人類没落の日〜
『RESISTANCE〜人類没落の日〜』（レジスタンス じんるいぼつらくのひ）は、ソニー・コンピュータエンタテインメント（SCE）が2006年11月11日に発売したPlayStation 3専用ゲームソフト。アメリカでは同年11月14日、ヨーロッパでは2007年3月23日に発売。

## 概要
PS3のローンチタイトルとしてリリースされた。本作はRESISTANCEシリーズ3部作の第1作目である。開発は『ラチェット&クランク』シリーズなどで知られるインソムニアックゲームズ（Insomniac Games）が担当した。欧米を中心にヒットし、全世界で350万本以上を売り上げた。
1951年の“もう1つのイギリス”を舞台に、地球侵略をもくろむ謎の生物“キメラ”とアメリカ陸軍やイギリス陸軍との激しい戦いを描いたFPS（ファーストパーソン・シューティングゲーム）。物語に沿ってゲームを進めるシングルプレイに加えて、2人協力プレイ、インターネットを介したオンライン対戦が可能なマルチプレイを楽しめる。
アメリカ版では血が大量に出るが、日本版ではCEROの関係上、1ミッションに2回ぐらいしか見られない。
2008年11月13日に続編かつ3部作の2作目である『RESISTANCE 2』が、2009年3月12日にはPlayStation Portable用として本作の数週間後を描いた『RESISTANCE〜報復の刻〜』が発売された。

## ゲーム内容
シングルプレイモードでプレイヤーが操るのは、アメリカ合衆国陸軍に所属する勇敢な兵士、ネイサン・ヘイル。彼の行動はイギリス陸軍諜報部、レイチェル・パーカー大佐の視点で語られることになる。キメラの侵攻によってわずか数週間でヨーロッパ全土が陥落するという状況の下、ネイサンは人類の存亡を懸けた戦いへと身を投じることになる。
敵となるキメラは高度なAI（人工知能）を搭載しており、プレイヤーの取った行動に合わせ、ありとあらゆる手段を駆使して攻撃してくるのが特徴である。人型のキメラであれば銃や手榴弾を状況に応じて使い分け、昆虫型のキメラであれば集団攻撃によって致命的なダメージを与えようと試みる。
2人協力プレイでは、画面を2分割して2人でミッションを攻略することになる。同じルートを協力しながら進めていくだけでなく、ルートが分岐している場合には二手に分かれて進めるなど、バラエティーに富んだ攻略方法が可能だ。どちらか1人が倒された場合は、パートナーが近づいてボタンを押し続けることで復活させられる。同じステージでもシングルプレイとは敵の配置やゲームの難易度が異なるため、新鮮な気持ちで楽しめる。
マルチプレイでは、インターネットを介した最大40人までのオンライン対戦が可能（オフライン時は1台のPLAYSTATION 3で最大4人まで）。オンライン対戦専用のステージでは、プレイヤーが2チームに分かれて“ノッド”と呼ばれる拠点を奪い合う“メルトダウン”や、敵チームの反応炉を先に破壊した方が勝者となる“ブリーチ”、制限時間内のポイント獲得数を競う“デスマッチ”などの多彩なルールで対戦できる。また、ボイスチャットを利用したほかのプレイヤーとのコミュニケーションやフレンドリストの作成、同じランクのプレイヤー同士でのパーティー結成なども可能。このほか、オンライン対戦時に使用するキャラクターの外見をオプション機能でデザインする機能や、シングルプレイで獲得したスキルポイントで入手できる戦利品なども用意されている。

## ストーリー
1930年代、ある生科学実験レポートがロシアから漏れ始めた。そこには村々が一夜で全滅し、更には町ごと失われたという報告が記載されていた。人々はロシアの兵器開発と考え恐れたが、真実は謎の生物“キメラ”によるものだった…。そして1949年、“キメラ”は全世界に攻撃をし始める。数々の大国が侵略されていく中、アメリカ合衆国陸軍に属する勇敢な兵士“ネイサン・ヘイル”はキメラに立ち向かう。

## オンラインモード
オンラインモードはレジスタンスに標準装備され、無料でオンラインが楽しめる。オンラインでは気の合うプレイヤーとクラン(チーム)を作成し共に対戦をしたり出来る。またヘッドセットを使ったボイスチャットも可能。2007年6月29日からは全世界の人々と無料で戦えるオンラインモードが用意され、同時に追加マップも発売された。
ランクゲーム
オンラインでプレイヤーと同じスキルを持つプレイヤーと対戦できる。
ノンランクゲーム
プレイヤーがゲームを作成し、誰でも気軽に参加できる。

### ゲームモード
ここではオンラインで遊べるゲームモードを紹介する。
デスマッチ
最大2〜40名で対戦を行う。マップによっては参加人数は限られる。またルールを改変した『改造』と呼ばれるゲームモードもある。
改造では残機が設定され人間からスタートし一定数倒されるとキメラとなり再スタートとなる。キメラでも倒された場合はゲームオーバーとなり観戦状態となる。
チーム･デスマッチ
最大2〜40名で、オレンジチーム･ブルーチームに分かれて対戦する。
旗取り
最大2〜16名で、オレンジチーム･ブルーチームに分かれて敵の陣地にある旗を自チームの陣地まで持ち帰れば良い。
ノンランクゲームでは、一部ルールを改変した『かくはた(格旗)』と呼ばれる、武器の使用を禁止し一撃必殺に設定を変え格闘攻撃だけで戦う試合が人気である。
メルトダウン
プレイヤーは2チームに別れ『ノッド』と呼ばれる拠点を奪い合う。拠点を全て制圧すれば勝利できる。
ブリーチ
プレイヤーは2チームに別れ敵の『反応炉』を破壊すれば勝利できる。
アサルト

## 登場人物
ネイサン・ヘイル
アメリカ陸軍レンジャー部隊に所属する軍曹。無口だが戦闘能力は高い。キメラ討伐のためヨークに上陸するが、所属部隊は全滅、ヘイルもキメラウイルスに感染してしまう。が、なぜか彼には効かず、意識を取り戻したときの身体能力はキメラそのものであり、以後強化された身体能力を武器に様々な作戦を成功へ導く。所属部隊が全滅後はパーカーの元で行動することになった。
レイチェル・パーカー
イギリス陸軍諜報部の大佐。部下と共に前線で戦ったり、危険空域に単身突入するなど女性士官でありながら勇敢な一面を持つ。グリムズビーのキメラ改造センターで感染寸前の所をヘイルに救出されて以降、ヘイルを信頼し、最終決戦となるロンドン攻撃作戦においては米軍との合同作戦を進め、ヘイルをロンドン中心部に潜入させることに成功した。
スティーヴン・カートライト
イギリス軍海兵隊コマンドチームの指揮官で中尉。パーカーの最も優秀な部下でもある。スナイパー・ライフルの使い手で、ヘイルを最初は侮るものの、行動を共にするうちに認め合うようになる。ロンドンで共闘中に負傷、ヘイルの援護を行った後、パーカーに救出された模様。
ウィンターズ
米陸軍レンジャー部隊指揮官の大尉。サングラスがトレードマーク。ヘイル達を率いてヨーク防衛に当たっていたが、スピアの攻撃を受けて戦死する。

## 敵

### キメラ
ツングースカ大爆発の際に来訪したエイリアン、及びエイリアンに使役されるキメラウイルスを用いた遺伝子改造生物の総称。キメラウイルスに感染した人間は、一時的に昏睡状態となり改造センターなる場所へ運ばれる。そこで様々な改造を施され、キメラとして人間の前に立ちはだかる存在となる。彼らは代謝能力が人間の12倍と極めて高いため、驚異的な治癒能力を備えている。しかし代謝能力に伴い体温も高いので、オーバーヒート防止のために冷却装置が取り付けてある。
ハイブリッドが最も人間に近く改造も容易である。より怪物的で大型なキメラほど改造に時間がかかり、複数の人間が原料として必要となる。
ハイブリッド
最も多く存在するキメラで、歩兵的存在。彼らは専用の銃「ブルズアイ」を装備しており、離れた場所からでも相手を圧倒する。近距離では銃で殴りつけてくる。「ブルズアイ」の弾速は比較的遅めで回避は容易だが、集団で取り囲まれた場合は非常に危険である。
スティールヘッド
ハイブリッドの強化版。その皮膚はとてつもなく強靭で、耐久力も高い。強力な貫通力を有するエネルギーライフル「オーガー」を巧みに使用し、遮蔽物に隠れる相手も逃がさない。
ハードファング
耐久力はハイブリッドとほぼ同等だが、彼らはターゲットを発見したら執拗に追いかけ回し、高威力のビーム砲「アークチャージャー」で連続してダメージを与えてくるキメラである。
スリップスカル
壁に張り付く能力を得たキメラ。壁から壁へと素早く飛び移り、両手に装着した小型銃「リーパー」でターゲットを集団射撃してくる。非常に敏捷でこちらの攻撃が当たりにくい。
グレイジャック
ハイブリッドが実用化される前に量産されていた旧型キメラ。冷却装置の老朽化により体温を抑えられなくなっており、細胞の壊死が始まっている。体型は細めで身長が高く、手足が長い。銃などの武器は持たず、ターゲットを発見後、素早く駆け寄って爪で引っかいてくる。近距離戦を得意としており、彼らへの対処は打撃攻撃が有効とされる。
アドバンスハイブリッド
キメラの本拠地ロンドンの「キメラタワー」にのみ登場するハイブリッド。侵入者排除のために配置されたエリート級のハイブリッドで、彼らの所持するブルズアイの強化版「ブルズアイ・マーク2」でどんな侵入者であろうと排除する。
メニアル
キメラを生産するために製造された作業員的存在。普段は与えられた任務を着々とこなす彼らだが、侵入者を見つけると即座に戦闘に移る。作業専門なので移動速度は遅め、耐久力も打撃一発で倒せてしまうほどの貧弱さを持つが、集団で襲撃してくるため侮れない。じわじわと近づき、近距離から引っかいてくる他、ターゲットに飛びついて噛み付く戦法で翻弄する。

### 大型キメラ
タイタン
非常に巨大なハイブリッド。単体で登場することが多いが、攻撃力・耐久力共に恐ろしく高く、所持する巨大な銃から発射されるファイヤーボールは脅威である。接近戦で敵を寄せ付けない強さを見せる。
ハウラー
四つ足の猛獣のような体型をしたキメラ。動きが速く、見失いやすい。また、不意に現れて接近し、引っかいてくる。耐久力も高いが、ショットガンの「ロスモア236」を使うと二発程度で倒すことができる(難易度EASYなら)。
ウィドウメイカー
クモのような形をした巨大なキメラ。単体で登場するが四つ足で素早く移動し、物体に吸着する白色ゼリーを数個吐き飛ばしてくる。このゼリーは非常に回避が困難かつ威力も抜群で、長期戦では不利な状況に追い込まれる可能性が高い。キメラの中ではタイタンと並んで強敵である。
エンジェル
「キメラタワー」にのみ登場する巨大キメラ。他のキメラをコントロールする能力を持つ司令官的存在。その力はヘイルへも及び、テレパシーで苦しめる。戦闘中にはターゲットに毒針を投げてくる他、いったん引き下がってからダイナマイトをぶつけてくることもある。ちなみにこの毒針は消滅する寸前に毒霧へと変わり、その場にいる限り体力を奪われることになる。生態・誕生など具体的なことは全て謎に包まれたキメラである。

### 虫型キメラ
クロウラー
キメラウイルスの感染源となるゴキブリの様な生物。スピアーと呼ばれる輸送機で運ばれ、大群で飛散し街全体を数分で感染させてしまう恐ろしい存在。プレイ中には登場せず、ムービー内でその脅威を確認できる。ヘイルは感染はしたものの何故か意識が戻り、半キメラとなった。
リーパー
人間に感染することなく一定期間経ち、進化したクロウラー。サソリの様な形をしており、集団でターゲットに飛びついて襲い掛かる。耐久力は極めて低いものの、非常に敏捷でこちらの攻撃が当たりにくい。凶暴で狙った獲物は決して逃さない。人間などの死肉を餌としている。
ローラー
リーパーが更に進化したキメラ。攻撃面で強化されており転がって接近後、毒霧を吹き、リーパー同様飛びついて襲い掛かってくる。
リーパーポッド
人間などの死肉を十分に腹に蓄え満腹になったリーパーは、リーパーポッドと呼ばれる繭を作ってその中で力を養う。そして新たな獲物が近づくと繭を抜け出して襲い掛かる。
キャリアー
キメラウイルスに感染された人間を改造センターまで運搬するキメラ。空中浮遊する巨大クラゲのようなキメラであり、脚に死体を絡みつかせて運搬する。犠牲者が大量に発生した開戦当初には、数十キロにわたる列を作っていたと言う。なお、死体を食べることもあり、全ての死体が目的地まで到達するわけではないようだ。戦闘能力はなく攻撃は一切行わないが、こちらの攻撃も無効である。

### メカ
キメラは戦闘力だけでなく知能も高い。強力なメカを製造し人間に襲い掛かる。
スピアミサイル
巨大な槍の形をしたミサイル。ミサイルといっても爆発するわけではなく、内部の数千ものクロウラーを運ぶのが目的である。着弾と同時にクロウラーを放って、周囲の人間を瞬く間にウイルスに感染させてしまう。スピアが飛んできたらもう手遅れであるという。
ストーカー
4足歩行型の対空歩行戦車。ハイブリッドが搭乗しており、強力な機関銃で周囲の兵士を掃射、遠距離の兵士や戦車などには対空ミサイルで攻撃する。ボス的存在で、一基で周囲の制空権を確保できる。後部のコアが弱点でここを攻撃された場合はしばらく機能が停止する。ちなみに鹵獲され、人間の味方として戦うこともある。
ゴリアテ
ストーカーを巨大化させたような多脚戦車。スピアミサイルを含む数種類のミサイルを放って襲撃する。重装備のため動きは非常に遅い。

## 武器
本ゲームでは1つの武器にメイン射撃とサブ射撃の2種類の攻撃方法がある。
M5A2カービン
人類側の標準装備である7.62mm自動小銃。単発あたりの威力は低いが、集弾率はやや高い。サブ射撃は40mmのM200グレネード・ランチャーを発射する。
ブルズアイ
キメラ側の標準装備的な銃。ハイブリッドが使う。カービンとは性能が対照的で、速射できるが弾速が遅く集弾率がやや低い。サブ射撃のホーミング・タグを使えば、銃弾が自動追尾されるので集弾率をカバーできる。
ロスモア236コンバット・ショットガン
近距離で威力があるが、開けた場所では威力が減少する。サブ射撃は2本の銃身から同時に2発発射する。
オーガー
スティールヘッドが装備するパルス放射能搭載のライフル。弾には壁や遮蔽物を通り抜ける性質があり、通り抜ける回数が多いほど威力を増していく。装弾数は少ない。サブ射撃は同種の弾を防ぐ、フォース・バリアを展開する。
L23ファーアイ
人類側のスナイパーライフル。サブ射撃はフォーカスモードという、自身以外の時間の流れを遅する能力がある(ゲーム内では錯覚とされているが…)。ただし、マルチプレイヤー(2人協力プレイを除く)では時間は遅くならない。
XR-003ザッパー
吸着式の小型爆弾を射出し、サブ射撃で爆破させる。弾は敵が触れるか爆破しない限りその場に残るため、地雷としての活躍も期待できる。
L209 アーク
当初はソ連軍機甲化部隊を撃破するために開発されていた有線誘導式の対戦車ロケット砲。サブ射撃の「エアブレーキ」を使って弾速や弾道コースを自由に変更することができる。
アークチャージャー
ハード・ファングが使用するビーム砲。銃身がオーバーヒートしやすいが接近戦では協力な武器となる。
XR-005ヘールストーム
米国製と考えられているが詳細は不明。発射される亜音速弾は、速度が低下するか敵に命中するまで跳弾するため、視界外の敵も攻撃可能。サブ射撃の「自動砲塔」を使用するとマガジン内の弾は塊となって一定距離を移動後、50発分自動的に敵を撃ってくれる。
ブルズアイ・マーク2
機能的にはブルズアイと変わらないが、威力が強化され、弾速が改善されている。ロンドンの『キメラ・タワー』を警備するアドバンス・ハイブリッドのみが使用する。
L11-2ドラゴン
火炎放射器。サブ射撃は火球を打ち出し、ある範囲を一定時間燃え続ける火の海にする。

## マンチェスター大聖堂に関連した英国国教会の抗議
本編中のマンチェスター大聖堂（Manchester Cathedral）を模した建造物内で銃撃戦を行うシチュエーションに対して、英国国教会がこれを問題視し、販売中止と謝罪・献金を求めていることが判明した。
後日SCEは表現上問題があった事などを正式に謝罪したが、マンチェスター大聖堂、並びに教会に対して販売中止は行わない事も同時に通達、現在も本タイトルは一般販売されている。

## シリーズ作品
本作発売後も続編が発売され、シリーズ化した。
- RESISTANCE 2 - 2008年11月13日に発売されたPS3専用FPS。
- RESISTANCE 〜報復の刻〜 - 2009年3月12日に発売されたPSP専用TPS。
- RESISTANCE 3 - 2011年9月8日に発売されたPS3専用FPS。
- RESISTANCE −アメリカ最後の抵抗− - 2012年7月12日に発売されたPS Vita専用FPS。